# Quai Aimé-Césaire
Le quai Aimé-Césaire est un quai situé le long de la Seine, sur sa rive droite, à Paris, dans le 1er arrondissement.

## Situation et accès
Il est intégralement compris entre le fleuve et le jardin des Tuileries.
Les véhicules y circulent en sens unique de l'ouest vers l'est. C'est sur cette voie que débute le tunnel des Tuileries.
Il est desservi par la ligne 1 à la station Tuileries.
La voie donne accès au musée d'Orsay, au musée du Louvre, au jardin des Tuileries et à la passerelle Léopold-Sédar-Senghor. En face, rive gauche, se situe la promenade Édouard-Glissant.

## Origine du nom
Il rend hommage à Aimé Césaire (1913-2008), écrivain et homme politique martiniquais.

## Historique

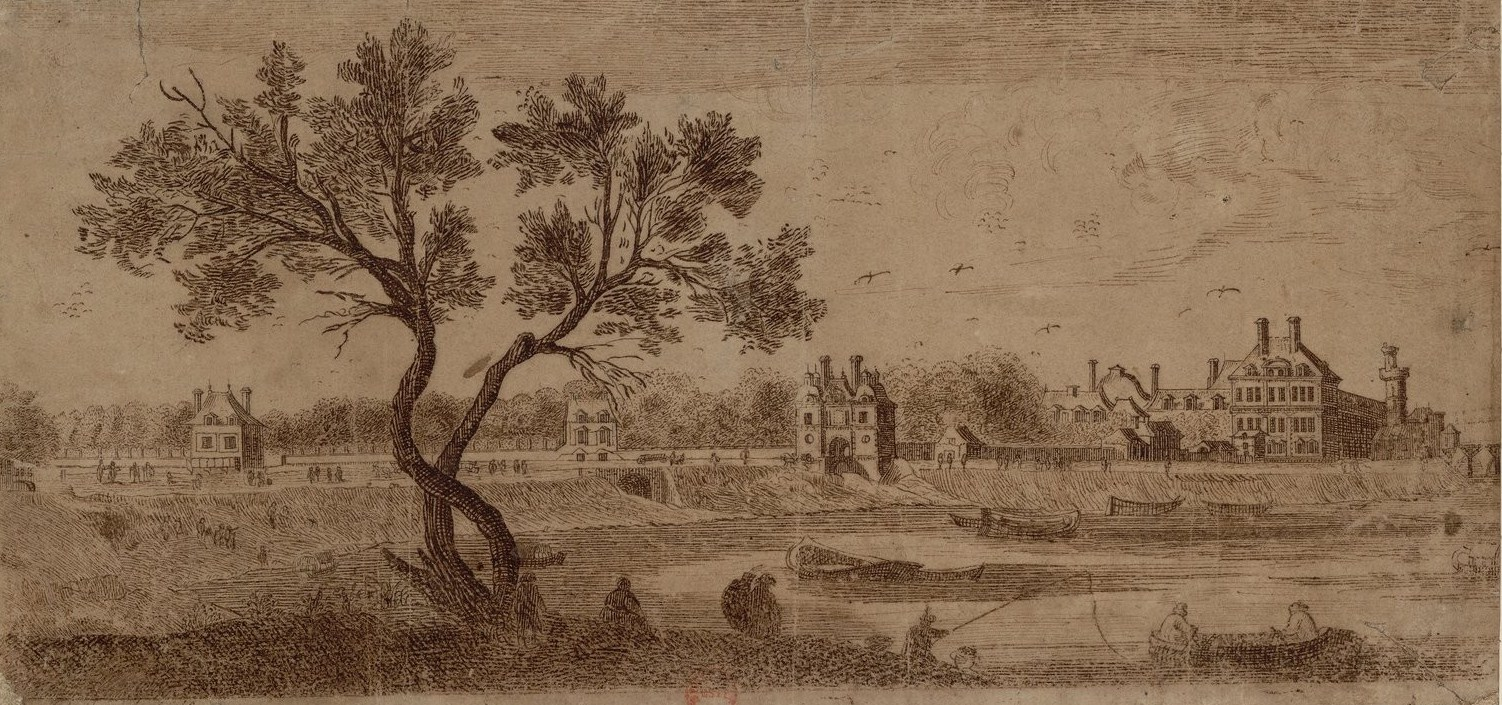
Les berges au niveau des Tuileries avant le XVIIe siècle.

Jusqu'au Premier Empire, la voie qui longe le jardin des Tuileries par le sud est un chemin de terre. Le chemin est alors aménagé, puis pavé en 1806.
Il a été inauguré le 26 juin 2013 à l'emplacement d'une partie du quai des Tuileries.

## Bâtiments remarquables et lieux de mémoire
- Au croisement avec l'avenue du Général-Lemonnier, au coin du jardin des Tuileries, se trouve sur un piédestal une statue de sphinge, dite « Sphinge de Sébastopol ». En marbre, elle fait 1,4 mètre de hauteur, 0,7 de largeur et 1,8 de profondeur. Commandée à Carrare (Italie) et réalisée en 1845, elle fait à l'origine partie d'un ensemble de deux sphinges qui étaient installées de chaque côté de l'escalier extérieur de la bibliothèque navale de Sébastopol, en Crimée, alors dans l'Empire russe. À la suite du siège de Sébastopol, dans le cadre de la victorieuse guerre de Crimée, elles sont saisies par le général Aimable Pélissier[3],[4],[5].
Rapportées en France, elles sont d'abord exposées dans la salle assyrienne du musée du Louvre mais le conservateur Adrien Prévost de Longpérier, les jugeant « très modernes et du plus mauvais style », réclame leur départ. En 1856, elles sont placées devant l'Orangerie des Tuileries, avec d'autres pièces du butin puis rentrées à l'intérieur du bâtiment pour la visite du tsar Alexandre II à l'Exposition universelle de 1867. Sous le Second Empire, entre 1865 et 1867, l'architecte Hector-Martin Lefuel les déplace devant le pavillon de Flore, dans une configuration où elles se font face, encadrant une grille permettant d'accéder aux jardins réservés du palais. En 1877, afin de créer la rue des Tuileries, actuelle avenue du Général-Lemonnier, la sphinge encore exposée de nos jours est déplacée plus à l'ouest. À la Libération de Paris (1944), elle subit des tirs, dont des traces sont encore visibles[3],[4],[5].
Lors des travaux du « Grand Louvre », en 1986, la statue côté est de la voie est retirée (demeure, sur la façade du pavillon de Flore, une trace de l'ancienne rambarde de pierre qui accueillait la sphinge). En restauration, elle doit être résinstallée sur un nouveau pilier annonce en 2020 la conservatrice chargée des sculptures des jardins du Louvre Emmanuelle Heran[6].

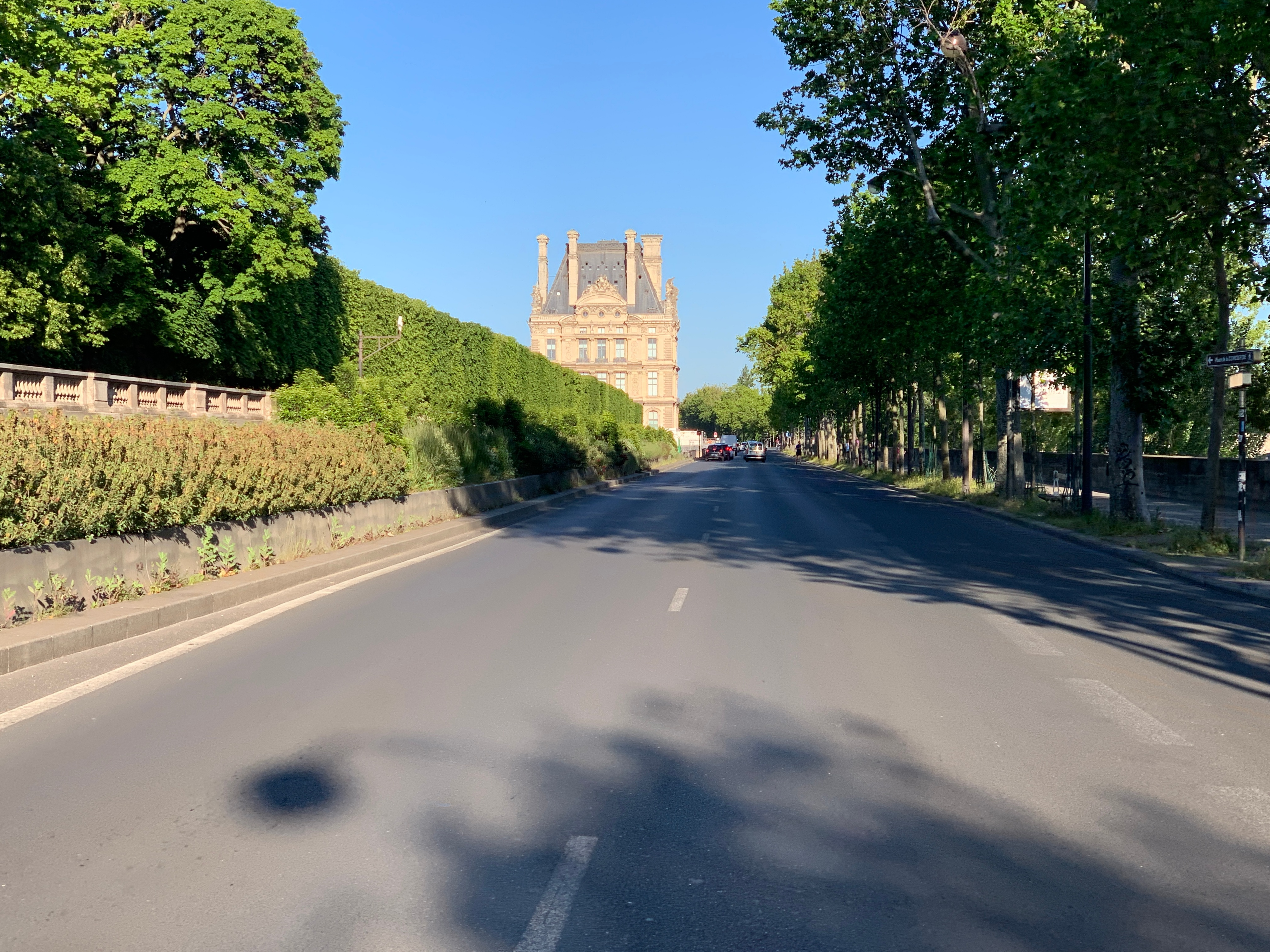
Le quai près du quai des Tuileries.
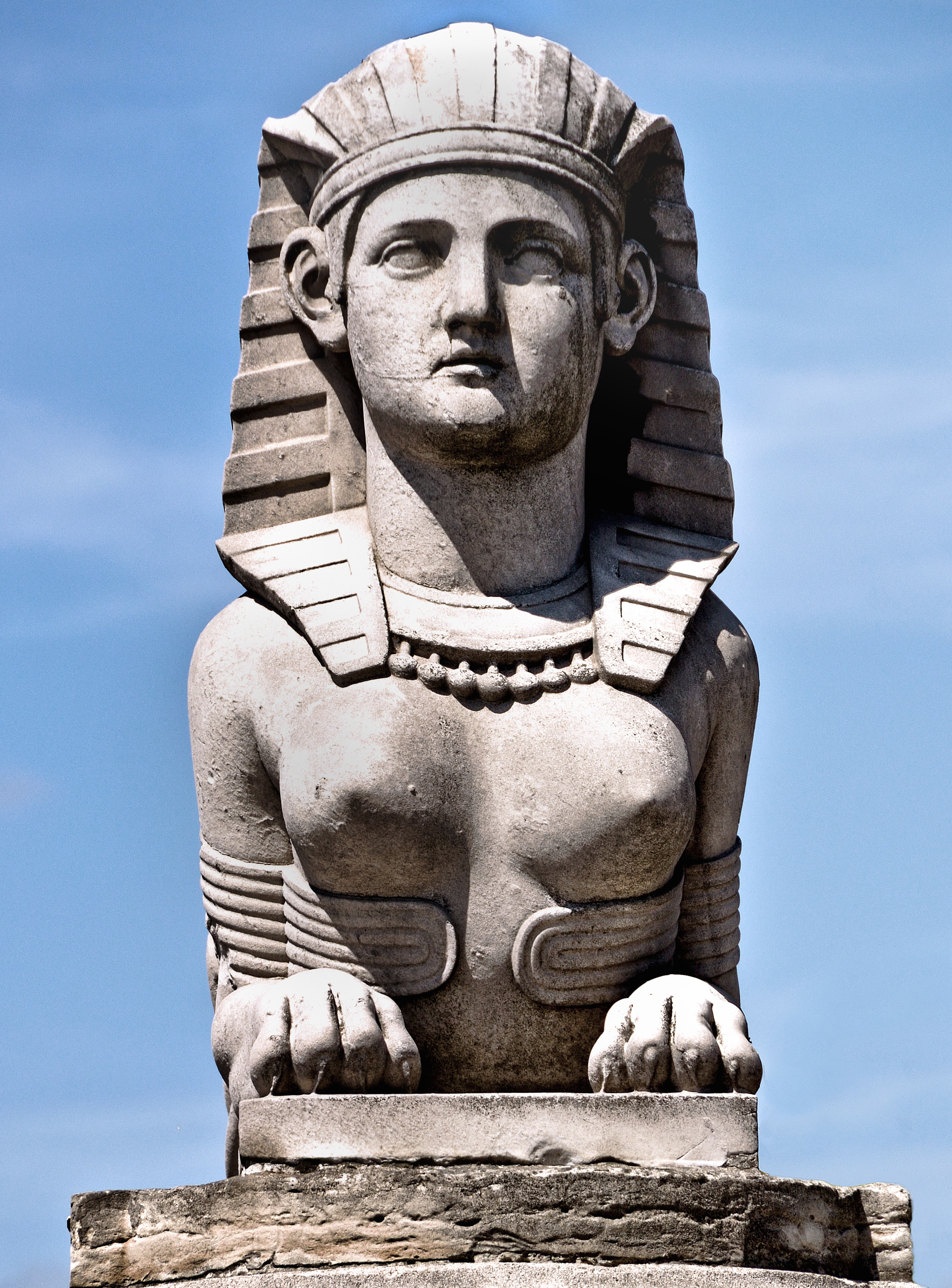
La statue de sphinge.
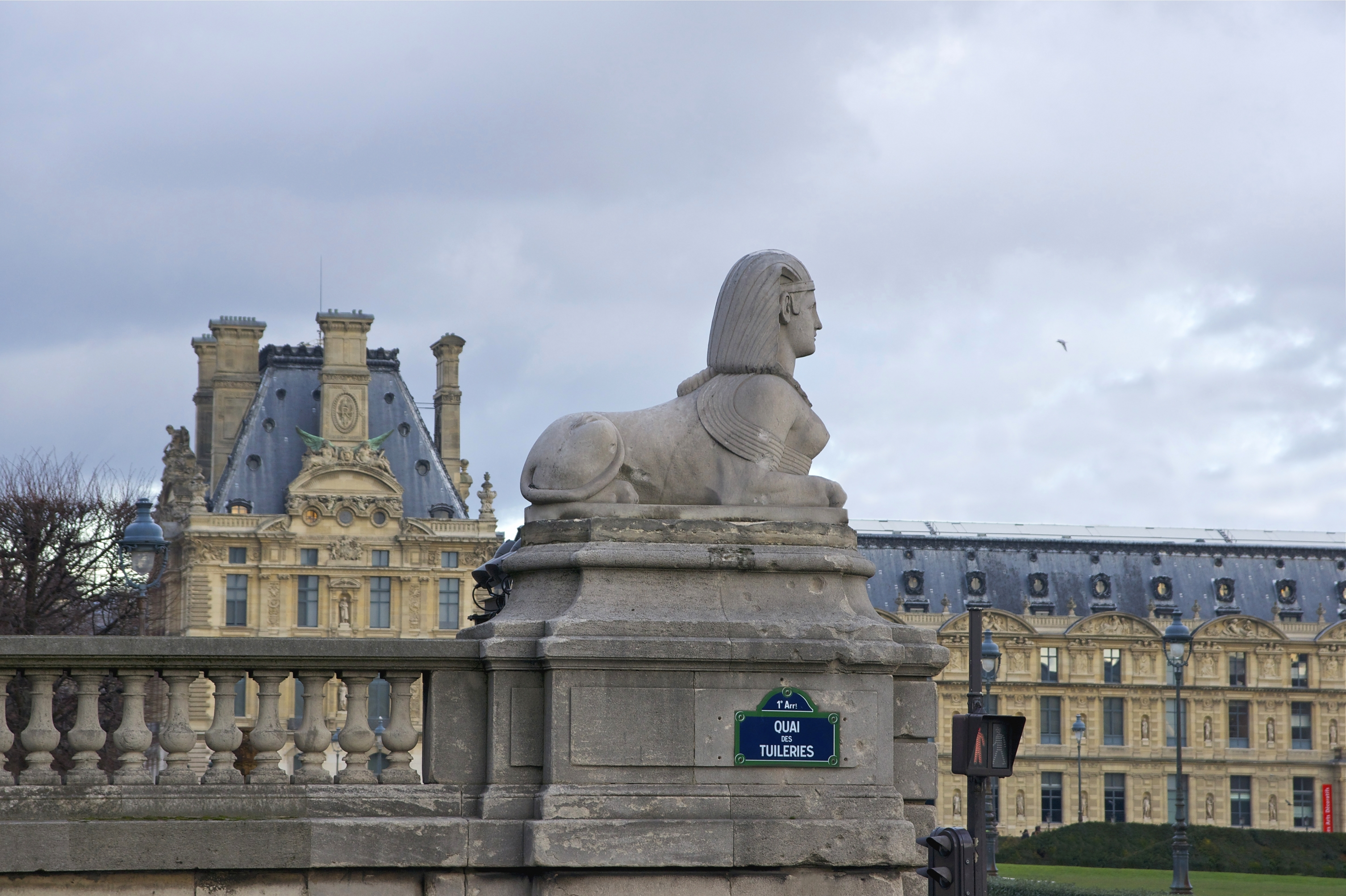
La statue de profil (avant le renommage du quai).

## Pour approfondir